# Station Spøttrup
Station Spøttrup was een station in Rødding, Denemarken en lag aan de lijn Skive - Spøttrup.